# Philippe Thys
Philippe Thys, belgijski kolesar, * 8. oktober 1890, Anderlecht (Bruselj), † 16. januar 1971, Bruselj.
Thys je bil prvi, ki mu je uspela trojna zmaga na kolesarski dirki po Franciji in sicer v letih 1913-14 in 1920. Njegov rekord je izenačil leta 1955 francoski kolesar Louison Bobet, izboljšal pa ga je Jacques Anquetil s štirimi zmagami šele leta 1963. Thys je prav tako vozil na Tourih 1922, kjer je zmagal na petih etapah, in 1924, kjer je zmagal na dveh etapah.
Leta 1917 je Thys zmagal na enodnevni dirki Pariz-Tours, osvojil je tudi dirko po Lombardiji. Naslednje leto je dosegel drugo mesto na dirki Tours-Pariz, ki se je vozila v nasprotni smeri kot običajno.

## Dosežki
- 1910

Državno prvenstvo Belgije v ciklokrosu, 1. mesto
- 1913

Tour de France 1913, zmaga v 6. etapi, skupno 1. mesto
- 1914

Tour de France 1914, zmaga v 1. etapi, skupno 1. mesto
- 1917

Giro di Lombardia, skupno 1. mesto
Pariz-Tours, 1. mesto
- 1918:Tours-Pariz, 2. mesto
- 1920

Tour de France 1920, zmaga v 2., 9., 12. in 13. etapi, skupno 1. mesto
- 1921

Critérium des As
- 1922

Tour de France 1922, zmaga v 4., 8., 9., 10. in 15. etapi, skupno 14. mesto
- 1924

Tour de France 1924, zmaga v 3. (skupaj z Beeckmanom) in 9. etapi, skupno 11. mesto